# 손형준 (축구 선수)
손형준(1995년 1월 13일~)은 대한민국의 축구 선수로, 포지션은 미드필더이다.